# Für eine schöne Welt
Für eine schöne Welt ist ein Kinodokumentarfilm des Schweizer Regisseurs Erich Langjahr aus dem Jahr 2016. Der Film handelt von den beiden Künstlern Gottfried Honegger (* 12. Juni 1917 in Zürich; † 17. Januar 2016 ebenda) und Kurt Sigrist (* 16. November 1943 in Sachseln).

## Entstehung
Seit seiner Jugend kennt Erich Langjahr die Zürcher Galeristin Roxana Pirovano Malmberg. Sie hatte ihn vor vielen Jahren mit Gottfried Honegger bekannt gemacht. Als Honegger 2013 eine Ausstellung in ihrer Galerie plante, brachte sie die Idee ein, dass Langjahr dies filmen könnte. Im gleichen Jahr bereitete Kurt Sigrist, ein Freund des Regisseurs, eine Retrospektive vor. Auch er wandte sich mit dem Vorschlag, die Schwertransporte seiner Werke vom jeweiligen Standort nach Giswil zu filmen an Erich Langjahr.

## Inhalt
Der Film «Für eine schöne Welt» ist ein Zeitdokument über zwei Schweizer Künstler, die unterschiedliche künstlerische Positionen vertreten. Beide werden im Zusammenhang mit der Vorbereitung einer ihrer Ausstellungen und anlässlich der darauf folgenden Vernissage vorgestellt.
Gottfried Honegger, ein Vertreter der Zürcher Konkreten, stellte 2013 in der Galerie Pro Arte bei Roxana Pirovano aus. Vor der Kamera erläutert er in klaren Statements seine Sicht auf die Kunst. Er reflektiert unter anderem über die Bedeutung des Sehens und der Wahrnehmung für den Menschen. Der Film zeigt nicht nur die in der Ausstellung präsentierten Werke des Künstlers, sondern auch Skulpturen Honeggers, welche im öffentlichen Raum stehen.
Der Bildhauer und Objektkünstler Kurt Sigrist erfuhr in der Turbine Giswil 2013 anlässlich seines 70. Geburtstags eine Retrospektive. Dazu mussten seine Plastiken, die an verschiedenen Orten im öffentlichen Raum ausgestellt sind, mit Hilfe von Pneukran und Schwertransporter nach Giswil transportiert werden, was im Film eindrücklich gezeigt wird. Das Monumentale seiner Werke wird in den langen Einstellungen erlebbar. Ein Höhepunkt des Films ist die Begleitung des Entstehungsprozesses eines der Werke von Sigrist.
Ewa Hess, Journalistin des Tages-Anzeigers, schrieb dazu: "Die Sequenz, in der die Kamera die Entstehung einer Skulptur Sigrists begleitet, von der Skizze über ein Holzmodell bis zur Formung im glühenden Schmiedeofen, ist ein faszinierendes Beispiel der Slow Action à la Langjahr. Hypnotisch gebannt, erkennt man die Schönheit dieser Welt in einem archaischen Arbeitsprozess – die Kunst ist dabei nur die Hebamme."
Nebst den beiden Künstlern sind folgende Protagonisten Teil des Films:
Franz Enderli (Regierungsrat des Kantons Obwalden), Guido Magnaguagno (Kunsthistoriker), Friedhelm Mennekes (Theologe), Hanspeter Müller-Drossaart (Schauspieler), Roxana Pirovano Malmberg (Galeristin), Beat Stutzer (Kurator)
Die Musik wird gespielt von Urban Mäder auf einem präparierten Flügel und von Christian Hartmann auf einer Violone. Die Vorgabe ist von John Cage.

## Rezeption
Der Kinodokumentarfilm «Für eine schöne Welt» feierte seine Filmpremiere am 9. Januar 2016 in Sarnen. Er erhielt ausführliche und anerkennende Filmkritiken, so beispielsweise von Pierre Lachat im «Filmbulletin – Zeitschrift für Film und Kino». Er schrieb u. a.: "Für eine schöne Welt belegt erneut, wie Erich Langjahr bei seinen Leisten zu bleiben versteht. Verlässlich der Innerschweizer und der engen Landesgegend treu verbunden, findet er in den vier Waldstätten immer wieder Themen, Motive und Figuren: rund um den mehrarmigen See herum oder nur wenig darüber hinaus, bis auf ein paar Ecken der nahen Stadt Zürich. Seit bald vierzig Jahren wird dabei aller touristische Heimatkitsch tunlichst vermieden."
Andreas Stock schrieb in der Neuen Luzerner Zeitung: "Honegger spricht in der kurzen Zeit wohl mehr, als die Protagonisten in Langjahrs früheren Filmen zusammen. Aber der Regisseur hat guten Grund, ihn direkt in die Kamera sprechen zu lassen. Denn was der letzte Vertreter der sogenannten «Zürcher Konkreten» über die Kunst und seine grosse Leidenschaft, die Geometrie zu sagen hat, ist gescheit und oft pointiert." und ebd.: "Typisch für die Arbeitsweise von Erich Langjahr ist zudem, dass er bis auf kurze Einführungs- oder Zwischentitel auf kommentierende Elemente verzichtet. Umso mehr lässt er uns sehend entdecken."
Der Film wurde vor allem in der Deutschschweiz, aber auch in Deutschland und Österreich in den Kinos gezeigt, wo er von einem eher kleinen, kunstaffinen Publikum gesehen wurde. Am 42. Internationalen Filmwochenende Würzburg erhielt er den zweiten Dokumentarfilmpreis.

## Festivals
- 42. Internationales Filmwochenende Würzburg 28.–31. Jan. 2016
- 29. Int. Freistädter Filmfestival „Der neue Heimatfilm“ 24.–28. August 2016
- Walser Herbst, 19. August – 11. September 2016

## Auszeichnungen
- 2. Dokumentarfilmpreis am 42. Internationalen Filmwochenende Würzburg 2016